# Kōnstantinos Loules
Kōnstantinos Loules (in greco Κωνσταντίνος Λουλές?; Tyrnavos, 18 aprile 1906 – 24 gennaio 1988) è stato un politico greco.

## Biografia
Come membro del Partito Comunista di Grecia, in cui fece parte del Comitato Centrale dal 1945 e dell'Ufficio Politico dal 1970 al 1982, fu eletto parlamentare nel 1974 e nel 1981 ed europarlamentare nel 1981.
Durante la dittatura dei colonnelli fu incarcerato e confinato.